# Herbert Gager
Herbert Gager (ur. 18 września 1969 w Wiedniu) – piłkarz austriacki grający na pozycji obrońcy. W swojej karierze rozegrał 4 mecze w reprezentacji Austrii.

## Kariera klubowa
Swoją karierę piłkarską Gager rozpoczął w Rapidzie Wiedeń. W 1988 roku awansował do kadry pierwszego zespołu Rapidu. W austriackiej Bundeslidze w barwach Rapidu zadebiutował 25 lipca 1988 w wygranym 1:0 domowym meczu z Tirolem Innsbruck. W 1990 roku został wypożyczony do innego wiedeńskiego klubu, Wiener SC, w którym swój debiut zanotował 27 lipca 1990 w wyjazdowym meczu z Austrią Wiedeń (2:4). W 1991 roku wrócił do Rapidu i grał w nim do 1992 roku.
Kolejnym klubem w karierze Gagera był Stahl Linz. Zadebiutował w nim 30 sierpnia 1992 w przegranym 1:3 wyjazdowym meczu z Admirą Wacker Wiedeń i w debiucie zdobył gola. W klubie z Linzu grał do końca sezonu 1992/1993.
Latem 1993 Gager przeszedł do VfB Mödling i zadebiutował w nim 31 lipca 1993 w wyjazdowym spotkaniu z Austrią Wiedeń (0:1). W trakcie sezonu odszedł do Admiry Wacker Wiedeń, w której swój debiut zaliczył 5 marca 1994 w zremisowanym 1:1 meczu z Wiener SC. W Admirze Wacker występował do 1996 roku.
W 1996 roku Gager odszedł z Admiry Wacker do Austrii Wiedeń. W Austrii swój debiut ligowy zaliczył 23 lipca 1996 w wygranym 3:2 domowym meczu z Sturmem Graz. W Austrii grał przez dwa lata.
W 1998 roku Gager został piłkarzem SW Bregenz. W sezonie 1998/1999 awansował z nim do pierwszej ligi Austrii. W trakcie sezonu 1999/2000 odszedł do SC Untersiebenbrunn, w którym spędził pół roku. W latach 2000–2002 był piłkarzem Skody Ksanti, która była ostatnim klubem w jego karierze.
| Sezon   | Klub                 | Kraj    | Rozgrywki     | Mecze | Bramki |
| ------- | -------------------- | ------- | ------------- | ----- | ------ |
| 1988/89 | Rapid Wiedeń         | Austria | Bundesliga    | 11    | 0      |
| 1989/90 | Rapid Wiedeń         | Austria | Bundesliga    | 3     | 0      |
| 1990/91 | Wiener SC            | Austria | Bundesliga    | 21    | 2      |
| 1991/92 | Rapid Wiedeń         | Austria | Bundesliga    | 32    | 4      |
| 1992/93 | Rapid Wiedeń         | Austria | Bundesliga    | 3     | 0      |
| 1992/93 | Stahl Linz           | Austria | Bundesliga    | 23    | 3      |
| 1993/94 | VfB Mödling          | Austria | Bundesliga    | 20    | 3      |
| 1993/94 | Admira Wacker Wiedeń | Austria | Bundesliga    | 16    | 2      |
| 1994/95 | Admira Wacker Wiedeń | Austria | Bundesliga    | 33    | 5      |
| 1995/96 | Admira Wacker Wiedeń | Austria | Bundesliga    | 32    | 5      |
| 1996/97 | Austria Wiedeń       | Austria | Bundesliga    | 33    | 8      |
| 1997/98 | Austria Wiedeń       | Austria | Bundesliga    | 35    | 6      |
| 1998/99 | SW Bregenz           | Austria | Erste Liga    | 26    | 8      |
| 1999/00 | SW Bregenz           | Austria | Bundesliga    | 19    | 3      |
| 1999/00 | SC Untersiebenbrunn  | Austria | Erste Liga    | ?     | ?      |
| 2000/01 | Skoda Ksanti         | Grecja  | Alpha Ethniki | 21    | 1      |
| 2001/02 | Skoda Ksanti         | Grecja  | Alpha Ethniki | 20    | 2      |

## Kariera reprezentacyjna
W reprezentacji Austrii Gager zadebiutował 16 października 1991 w przegranym 1:2 meczu eliminacji do Euro 92 z Irlandią Północną, rozegranym w Belfaście. Od 1991 do 1992 roku rozegrał w kadrze narodowej 4 spotkania.